# Ритам срца
Ритам срца била је југословенска и српска фолк музичка група популарна деведесетих година као део ЗАМ продукције. Нема везе са истоименим хрватским рок бендом с краја осамдесетих. Издали су четири музичка албума, а највећи хитови су им били Марија, Од Бога створена, Ја хоћу сад, Наташа, Хеј немачки полицајци, Јована, Сања.

## Састав групе
Чланови групе:
- Јоца Ђевић (вокал, клавијатуре)
- Дејан Ћирковић Ћира (вокал, гитара)
- Саша Јакшић (бас гитара)
- Љубомир Андрејић (бубњеви)

## Дискографија

### Албуми
- Марија (1995)[4]
- Од Бога створена (1996)
- Ја хоћу сад (1998)
- Журка (2000)

### Синглови
- Марија (1995)
- Јована (1996)
- Ја хоћу сад (1998)